# 31 (число)
31 (три́дцать оди́н) — натуральное число между 30 и 32.

## Математика
- 31 — нечётное двухзначное число.
- 31 — одиннадцатое простое число ↓29, ↑37  [oeis 1].
  - Третий эмирп ↓17, ↑37  — простое число, при прочтении которого справа налево получается другое простое число[1][oeis 2].
  - Третье простое число Мерсенна ↓7, ↑127  (31 = 25 − 1)[oeis 3].
  - Восьмая экспонента Мерсенна ↓19, ↑61 (231 − 1 = 2 147 483 647 — простое число Мерсенна)[oeis 4].
  - 31 является бо́льшим из двух простых-близнецов ↓19, ↑43  (29, 31)[oeis 5].
- 31 — наибольшее натуральное число, квадрат которого записывается в десятичной системе тремя цифрами[oeis 6]:

- 31 = 22 + 33.[2][oeis 7]
- π3 приблизительно равно 31[2]:

- Сумма цифр числа 31 — 4
- Произведение цифр числа 31 — 3
- Разность цифр числа 31 — 2
- Квадрат числа 31 — 961

## Календарь
Числа, связанные с григорианским календарём: 4, 7, 14, 28, 29, 30, 31, 52, 90, 91, 92, 97, 100, 365, 366, 400
- Количество дней в январе, марте, мае, июле, августе, октябре и декабре.

- Число 31 по месяцам: 31 января |  31 марта |  31 мая |  31 июля | 31 августа |  31 октября |  31 декабря

## Наука
- Атомный номер галлия.

## В других областях
- 31 год.
- 31 год до н. э.
- 1931 год.
- ASCII — код управляющего символа US (unit separator).
- Любую конфигурацию «пятнашек» 3 × 3 можно решить не более чем за 31 ход[3][oeis 8].
- 31 — Код субъекта Российской Федерации Белгородской области.
- 31-я армия (СССР).
- Стратегия-31 — всероссийское гражданское движение в защиту свободы собраний в России, названное по номеру соответствующей статьи Конституции РФ (Статья 31) и проводящее свои акции каждое 31-е число месяца.
- Число очков для выигрыша в игре бура. Также называют и саму игру («тридцать одно»).
- «31 июня» — фантастический советский фильм по мотивам одноимённой повести Дж. Пристли.
- 31 Minutes to Takeoff («31 минута до взлёта») — дебютный альбом американского исполнителя Майка Познера.
- «31-я Весна» — песня российской рок-группы «Ночные Снайперы» из альбома «Рубеж» (2001).
- 31 марта — день рождения музыкальной хоровой школы «Весна» имени А.С.Пономарёва.